# AGM-80 Viper
Viper ([ˈvaɪpɚ] чит. «Ва́йпер», англ. гадюка, войсковой индекс — AGM-80) — американская тактическая управляемая ракета класса «воздух—поверхность». Предназначалась для подавления наземных объектов системы противовоздушной обороны противника, в этом классе должна была заменить имеющийся арсенал ракет «Буллпап». Была разработана ракетостроительным подразделением корпорации Chrysler по заказу ВВС США. Разработка «Вайпера» велась одновременно с созданием УРВП «Блю-ай» на конкурсной основе. Совместные лётные испытания двух ракет конкурирующих проектов начались летом 1968 года, для этих целей Департамент ВВС США запросил Конгресс о выделении бюджетных средств на проведение программы испытаний. Проект был свёрнут в начале 1970-х гг. после испытаний ряда опытных прототипов под индексом XAGM-80A.

## Описание
Ракета «Вайпер» представляла собой усовершенствованный вариант УРВП «Буллпап» с автоматической системой наведения. Внешне обе ракеты были схожи, «Вайпер» использовала аналогичную двигательную установку, но её ПИМ был рассчитан на подрыв на определённой высоте над поверхностью земли для создания наибольшего радиуса поражения объектов полевой инфраструктуры, военной техники и живой силы противника вне укрытий.

## Сравнительная характеристика
| Критерий | «Булпап»                           | «Вайпер»                                       | «Блю-ай»                           |
| --- | ---------------------------------- | ---------------------------------------------- | ---------------------------------- |
| Система управления | радиокомандная                     | автоматическая                                 | автоматическая                     |
| Режим управления полётом ракеты | ручной                             | автоматический                                 | автоматический                     |
| Устройство наведения ракеты на цель | станция передачи команд            | оптическая головка самонаведения               | оптическая головка самонаведения   |
| Предохранительно-исполнительный механизм | пьезоэлектрический                 | радиовысотный                                  | радиовысотный                      |
| Двигательная установка | твердотопливный ракетный двигатель | твердотопливный ракетный двигатель             | твердотопливный ракетный двигатель |
| Инерциальная навигационная система |                                    | поплавковый гироскоп с двумя степенями свободы |                                    |
| Источники информации |                                    |                                                |                                    |
| - LaFond, Charles D. Washington Report. Summer bout set: Blue Eye vs. Viper. // Electronic Design. — July 4, 1968. — Vol. 16 — No. 14 — P. 51. - Taylor, John W. R. Missiles 1968. // Flight International. — 14 November 1968. — Vol. 94 — No. 3114 — P. 792. |                                    |                                                |                                    |

## Тактико-технические характеристики
Источники информации : 
Общие сведения
- Самолёт-носитель —
- Категории поражаемых целей — наземные объекты

Система наведения
- Устройство наведения ракеты на цель — головка самонаведения
- Тип головки самонаведения — оптическая пассивная

Аэродинамические характеристики
- Аэродинамическая компоновочная схема — «утка»

Массо-габаритные характеристики
- Длина — 4140 мм
- Диаметр корпуса — 460 мм
- Размах оперения — 1220 мм

Боевая часть
- Тип БЧ — осколочно-фугасная с готовыми поражающими элементами
- Тип предохранительно-исполнительного механизма — дистанционного действия, радиовысотный, срабатывание на измеренное радиовысотмером расстояние до поверхности

Двигательная установка
- Тип ДУ — РДТТ